# Temple romain de Bziza
Le temple romain de Bziza  est un temple romain datant du Ier siècle et localisé dans le centre historique de la ville de Bziza, au Liban. C'est l'un des symboles de la présence romaine au Liban. Le temple est dédié à Azizos, issu de la religion cananéenne. Ce temple donne le nom de la ville puisque le nom de Bziza est un dérivé de « Beth Azizo » voulant dire « Temple d'Azizo ». Azizos est identifié comme Arès par l'empereur Julien.